# Horacio Sánchez Unzueta
Horacio Sánchez Unzueta (San Luis Potosí, San Luis Potosí, 17 de abril de 1949-Ib., 5 de febrero de 2024) fue un abogado, embajador y político mexicano, miembro del Partido Revolucionario Institucional (PRI). Fue Gobernador de San Luis Potosí de 1993 a 1997.

## Biografía
Fue licenciado en Derecho egresado de la Universidad Autónoma de San Luis Potosí (UASLP) y tenía tres maestrías: en Práctica Social y Administración en la Universidad de Swansea en el Reino Unido; en Desarrollo Regional en el Institute of Social Studies de los Países Bajos; y en Desarrollo Urbano en El Colegio de México. Estuvo casado con Concepción Guadalupe Nava Calvillo, hija de Salvador Nava Martínez y Concepción Calvillo Alonso, destacados líderes políticos potosinos opositores al PRI.
Miembro del PRI desde 1975, de ese año a 1976 fue coordinador general del Movimiento Nacional Juvenil Revolucionario y secretario de Capacitación Política del comité estatal del partido. De 1980 a 1981 fue investigador en la Escuela de Altos Estudios de la UASLP, de 1982 a 1983 en el Archivo Histórico del Estado de San Luis Potosí, y de 1983 a 1985 fue coordinador general de la Comisión Coordinadora del Servicio Social de Estudiantes de las Instituciones de Estudios Superiores. En 1985 el gobernador Florencio Salazar Martínez lo nombró secretario de Programación y Presupuesto de su gobierno, cargo en el que permaneció hasta 1986. De 1989 a 1990 fue secretario del Interior de la Confederación Nacional de Organizaciones Populares (CNOP).
En 1991 fue postulado candidato del PRI a diputado federal por el Distrito 6 de San Luis Potosí a la LV Legislatura que concluiría en 1994. El 21 de diciembre de 1992 recibió licencia al cargo para ser candidato del PRI a Gobernador de San Luis Potosí en las elecciones extraordinarias de abril de 1993.
San Luis Potosí se encontraba inmerso en una profunda crisis política y social prácticamente ininterrumpida desde 1982 cuando su suegro Salvador Nava ganó por segunda ocasión la alcaldía de la capital estatal y encabezó una sucesiva lucha contra los gobernadores priístas Carlos Jonguitud Barrios y Florencio Salazar Martínez quien tuvo que dejar la gubernatura en 1987. En las elecciones de 1991 el Dr. Nava fue candidato a gobernador de la oposición, frente al priísta Fausto Zapata Loredo, quien fue declarado triunfador pero ante lo cual Nava denunció un fraude electoral. 
Zapata dejó la gubernatura 13 días después de haberla asumido y Gonzalo Martínez Corbalá se convirtió en gobernador interino, siete de meses después y antes de que pudieran realizarse las nuevas elección, murió el Dr. Nava el 18 de mayo de 1992, dejando su movimiento político sin su principal liderazo. El gobernador interino Martínez Corbalá dejó el cargo el 9 de octubre de 1992 para ser candidato del PRI a gobernador constitucional, hecho que la oposición calificó como intento reeleccionista y por tanto inconstitucional y resurgiendo la crisis política en el estado; entonces, Martínez Corbalá renunció a la postulación y en su lugar fue nominado candidato Sánchez Unzueta, considerado un político más aceptable a un sector de la población opositora al PRI y además por su cercanía familiar con Nava.
En la elección extraordinaria logró un amplio triunfo con el 64.92% de los votos, dejando en segundo lugar al candidato del PAN Jorge Lozano Armengol con 19.83% y en un lejano tercer lugar a su suegra Conchita Calvillo con el 9.94% y que había sido postulada por el Partido de la Revolución Democrática y el estatal Nava Partido Político. Asumió la gubernatura el 18 de mayo de 1993 para finalizar el 25 de septiembre de 1997. 
Durante su administración e inauguran obras como el Distribuidor Juárez y el puente Salvador Nava, el Salón Chicagos, la Plaza Industrias, la Terminal Terrestre Potosina y la construcción del Bulevar Río Españita. Así como escuelas en Ciudad Valles, el Parque acuático Tangamanga Splash, el Centro Comercial "El Dorado", la Estación de TV XHSLV Canal 7 y la planta de Embotelladora Tangamanga entre otras. Así inaugura museos de Matehuala, la Biblioteca Enrique Almazán Nieto y el Fraccionamiento Torres del Santuario. Al terminar su cargo, de 1998 a 2000 fue Embajador de México ante la Santa Sede.
Falleció el día 5 de febrero de 2024 a los 74 años en la ciudad de San Luis Potosí.